# Tony Rominger

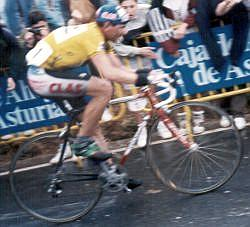
Tony Rominger

Tony Rominger (* 27. März 1961 in Vojens, Dänemark) ist ein ehemaliger Schweizer Radrennfahrer.

## Radsportkarriere
Tony Rominger wurde in Dänemark als Sohn einer dänischen Mutter und eines Schweizer Vaters geboren. Später zog er mit seinem Vater in die Schweiz, wo Rominger, der zunächst den Beruf des Buchhalters erlernte, zum Radsport kam.
1984 hatte Rominger seinen ersten internationalen Erfolg, als er beim Cinturón a Mallorca den Prolog und eine Etappe gewann. 1985 wurde er Zweiter der Ostschweizer Rundfahrt und 16. im Amateurrennen der UCI-Straßen-Weltmeisterschaften. Hieraus erhielt er im Jahr darauf, mit 25 Jahren seinen ersten Profivertrag bei Cilo-Aufina.
1989 gewann Rominger erstmals einen Klassiker, die Lombardei-Rundfahrt. In den darauffolgenden Jahren entwickelte er sich zu einem Allrounder und gewann 1992 erstmals die Vuelta a España, wo er bis 1994 als erster Radprofi überhaupt dreimal in Folge gewann; 1995 gewann er auch den Giro d’Italia.
Bei der Tour de France unterlag Rominger hingegen immer wieder Miguel Indurain, konnte den Spanier 1993 allerdings immerhin in dessen Spezialdisziplin, dem Einzelzeitfahren, schlagen. Er wurde Zweiter in der Gesamtwertung und gewann die Bergwertung sowie die Sonderwertung Souvenir Henri Desgrange.  Im Jahr 1996 belegte Rominger bei der Heim-Weltmeisterschaft im Zeitfahren den dritten Rang. Im selben Jahr belegte er bei den Olympischen Spielen in Atlanta im Strassenrennen Platz fünf.
1994 nahm Rominger seinem Rivalen Indurain den Stundenweltrekord ab und verbesserte die in einer Stunde zurückgelegte Wegstrecke im Stadium Vélodrome de Bordeaux Lac mit einer Spezialmaschine auf über 55 Kilometer.
Nach einem Schlüsselbeinbruch aufgrund eines Sturzes auf der dritten Etappe der Tour de France 1997 beendete Tony Rominger seine Karriere als Radprofi.

### Dopingverdacht
Rominger wurde während seiner Karriere nie positiv auf Dopingmittel getestet und auch sonst nicht verbotener Dopingmethoden überführt. Im Zuge der Ermittlungen und der Verurteilung des italienischen Sportarztes Michele Ferrari wegen des Dopings von Radsportlern mit EPO wurde jedoch auch der Name von Tony Rominger genannt. Die Zeit nannte ihn damals Ferraris «wichtigsten nicht überführten Schüler neben Lance Armstrong». So soll nach Erkenntnissen aus dem Jahr 2012 Geld von Konten von Romingers Sportmarketing-Firma auf ein Schweizer Konto geflossen sein, auf das Ferrari Zugriff hatte. Rominger gab an, die Zusammenarbeit mit Ferrari habe sich auf die Erstellung von Trainingsplänen beschränkt, und stritt jegliches Doping ab. David Millar, 1997 Teamkollege von Rominger bei Cofidis, berichtet in seiner Autobiografie von einem gemeinsamen Treffen in Manchester, an dem auch Dr. Ferrari zugegen gewesen sei. Auf Millars Frage, ob es möglich sei, Profiradrennen auch ohne EPO zu gewinnen, habe Rominger geantwortet, Klassiker wohl schon, die Tour de France nicht. Er soll geantwortet haben: «Du  kannst nicht drei Wochen gegen Typen antreten, die auf EPO sind.»

## Beruf und Familie
Nach dem Ende seiner Karriere 1997 war Rominger zeitweilig als Radsportkommentator für den TV-Sender Eurosport tätig, gemeinsam mit Klaus Angermann. Nach seinem Rücktritt arbeitete er bis 2004 bei der internationalen Sportleragentur IMG. Er managte rund 20 Radrennfahrer, unter anderem Matthias Kessler, Patrik Sinkewitz, Andreas Klöden und Alexander Winokurow; Kessler, Sinkewitz und Winokurow wurden 2007 des Dopings überführt. 2004 organisierte Rominger die Tour de Suisse. Als langjähriger Freund und Manager bewog er den Strassenradweltmeister von 2009 in Mendrisio und späteren Sieger der Tour de France 2011, Cadel Evans, 2010 zum BMC Racing Team zu wechseln.
Rominger hat zwei Kinder aus einer früheren Ehe und war seit dem 18. Mai 2009 mit der Schweizer Sängerin und Moderatorin Francine Jordi verheiratet. Ende Mai 2011 wurde bekannt, dass sich die beiden getrennt haben. 2014 wurde er zum dritten Mal Vater.
Er ist weiterhin in der Schweiz ein Star, über dessen Privatleben in den dortigen Boulevard-Blättern ausführlich berichtet wird.
Im Oktober 2011 wurde öffentlich, dass Rominger gemeinsam mit anderen Schweizer Radsport-Enthusiasten zu den Initiatoren eines Radsport-Leistungszentrums in Solothurn gehört. Zu diesem Zwecke wurde eine Stiftung gegründet, die sich auch um die Ausrichtung der UCI-Strassen-Weltmeisterschaften im Jahre 2017 bewerben wollte. 2019 schied Rominger aus dem Stiftungsrat aus.

## Auszeichnungen
- Vélo d’Or 1994
- Schweizer Sportler des Jahres (1989, 1992, 1993, 1994)[19]

## Erfolge (Auswahl)
- Vuelta a España Gesamtwertung 1992, 1993 und 1994, 13 Etappen
- Giro d’Italia Gesamtwertung 1995, fünf Etappen
- Tour de France drei Etappen und Bergwertung 1993
- Giro di Lombardia 1989, 1992
- Gesamtwertung Tour de Romandie 1991, 1995
- Gesamtwertung Paris–Nizza 1991, 1994
- Gesamtwertung Tirreno–Adriatico 1989, 1990

## Grand Tours-Platzierungen
| Grand Tour            | 1986 | 1987 | 1988 | 1989 | 1990 | 1991 | 1992 | 1993 | 1994 | 1995 | 1996 | 1997 |
| --------------------- | ---- | ---- | ---- | ---- | ---- | ---- | ---- | ---- | ---- | ---- | ---- | ---- |
| Giro d’ItaliaGiro     | 97   | DNF  | 44   | DNF  | –    | –    | –    | –    | –    | 1    | –    | –    |
| Tour de FranceTour    | –    | –    | 68   | –    | 57   | –    | –    | 2    | DNF  | 8    | 10   | DNF  |
| Vuelta a EspañaVuelta | –    | –    | –    | –    | 16   | –    | 1    | 1    | 1    | –    | 3    | 38   |